# Missões diplomáticas no Azerbaijão

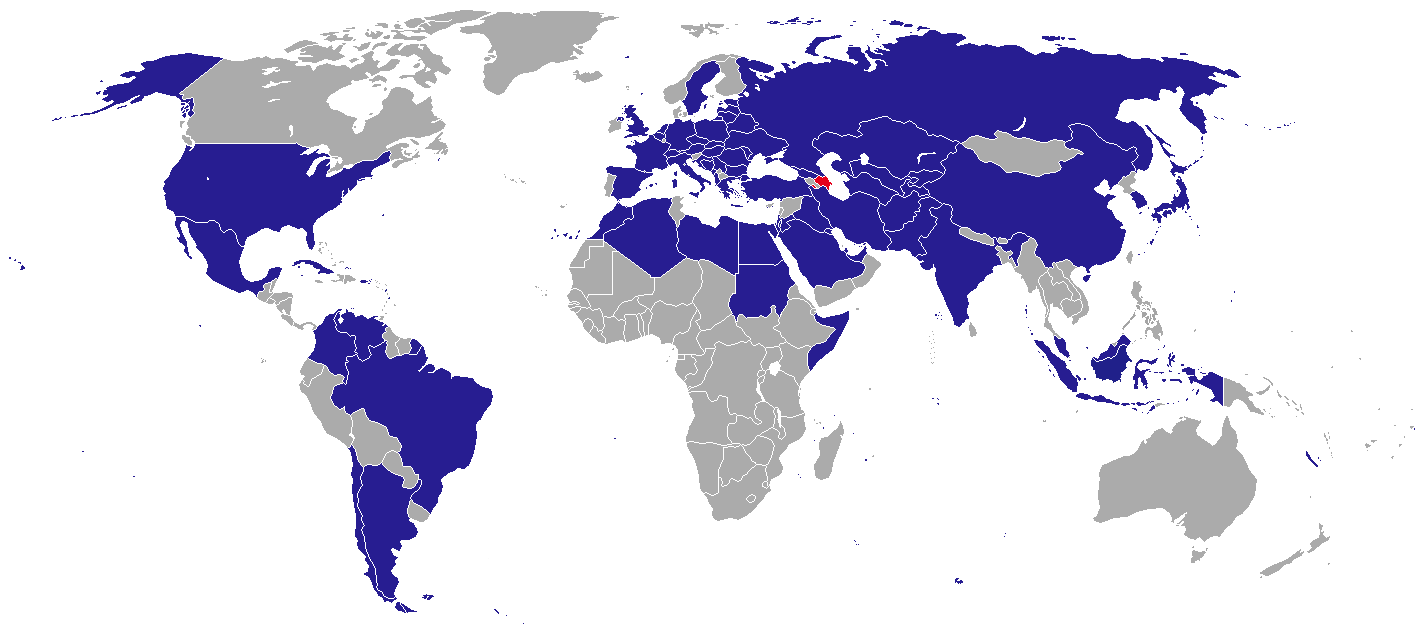
Missões diplomáticas no Azerbaijão.

Esta página lista as missões diplomáticas residentes no Azerbaijão. Atualmente, Baku tem 65 embaixadas. Consulados honorários e vice-consulados estão excluídos desta lista.

## Embaixadas

### Baku
| - Afeganistão - Argélia - Argentina - Áustria - Bielorrússia - Bélgica - Brasil - Bulgária - Chile - China - Colômbia - Croácia - Cuba - Chéquia - Egito - França - Geórgia - Alemanha - Grécia - Hungria - Índia - Indonésia | - Irão - Iraque - Israel - Itália - Japão - Jordânia - Cazaquistão - Kuwait - Quirguistão - Letônia - Líbia - Lituânia - Malásia - México - Moldávia - Marrocos - Países Baixos - Paquistão - Palestina - Peru - Polónia - Portugal | - Catar - Roménia - Rússia - Arábia Saudita - Sérvia - Eslováquia - Coreia do Sul - Espanha - Sudão - Suécia - Suíça - Tajiquistão - Turquia - Turquemenistão - Ucrânia - Emirados Árabes Unidos - Reino Unido - Estados Unidos - Uzbequistão - Venezuela |

## Missões
- Chipre do Norte
- União Europeia

## Consulados e Consulados Gerais
Ganja
- Turquia

Naquichevão
- Irão
- Turquia